# Кобрин, Владимир Михайлович
Владимир Михайлович Кобрин (8 марта 1942 года, Москва, СССР — 7 декабря 1999 года, Москва, Россия) — советский и российский сценарист, режиссёр, художник.

## Биография
Родился 8 марта 1942 года в Москве. Окончив школу, устроился на работу станочником на Московский завод экспериментальной киноаппаратуры. Затем стал механиком на «Центрнаучфильме».
В 1961 году поступил во ВГИК на кинооператорский факультет, мастерская Бориса Волчека. С 1962 по 1965 годы служил в армии. Окончил ВГИК в 1968 году по специальности «кинооператор».
Продолжил работу на «Центрнаучфильме» оператором (одна из первых работ «Русские обрядовые игры», 1974 года). На студии заинтересовался сложной съёмочной техникой, изобретал приспособления для специальных съемок, самостоятельно научился снимать через микроскоп.
С 1977 года работал на студии сценаристом и режиссёром.
В 1990 году вёл мастерскую режиссуры кино и компьютерной графики во ВГИКе. В том же году создал «Kobrin Screen Studio».
С 1997 года создавал фильмы на мощностях киностудии, обустроенной собственными силами в двух принадлежащих режиссёру квартирах, соединённых между собой.
Умер 7 декабря 1999 года в Москве.

## Творческая манера
Владимир Кобрин создал выраженный индивидуальный стиль. Он использовал базовые технические приёмы кино: монтаж, мультиэкспозиция, управление скоростью изображения. Кобрин активно использовал широкоугольный объектив, замедленную съёмку и обратную прокрутку, чередование цветного и чёрно-белого изображения, анимацию, звуковые эффекты; в 1990-е увлёкся компьютерной анимацией.
В научном кино Кобрин творчески осмысливал процессы из области биологии, физики и других естественных наук, и предавал их в легко трактуемых для массового зрителя образах. Постепенно образный ряд в фильмах Кобрина становился всё более нетривиальным и самодостаточным, а закадровый текст — более отвлечённым и редким вплоть до полного исчезновения. К концу 1980-х от научно-популярных фильмов он перешёл к чистым киноэссе и авангардно-сюрреалистическому художественному кино.

## Высказывания о Кобрине
- «„Хлебников научного кино“ — так Кобрина называют многие среди тех немногих, кто знает его фильмы. Но первым назвал его Хлебниковым все тот же наш патриарх — профессор ВГИКа, родоначальник учебного кинематографа Б. А. Альтшулер. Поэзия Хлебникова загадочна. Его считали „поэтом поэтов“, гениальным идиотом. Кинематограф Кобрина — тоже загадка. Бесконечная зашифрованность непрерывно меняющихся изображений. Каскад цвета, форм, игра многозначных символов…»[1] — Ольга Горностаева, 1997.
- «Творческое наследие Кобрина — одна из загадок современного кинематографа. На Западе Кобрина называли концептуалистом, основателем русского авангарда в научном кино. Он отнесся холодно и к славе, и к равнодушию соотечественников. Даже его коллег пугали сложный экранный мир и дерзкая, парадоксальная мысль режиссёра. Попытки серьёзных исследований творчества Кобрина замечены уже после его смерти. Он был художником, теоретиком и мастеровым. Ему предстояло разработать, создать эстетику, язык и технологию кино, которое впоследствии назовут „кобринским“. Остается добавить, что сам он более всего ценил теплоту этого мира и человечность — критерий, которому художник в своих работах не изменял никогда. Поражает до сих пор его потрясающая „киношность“ (в лучшем смысле этого слова) — именно художественную традицию кино Владимир Михайлович преподавал своим студентам до последнего»[5].
- «Кобрин, подобно Ж.-Л. Годару, обожает игру со словесными клише и значениями «расчлененных» слов. Чего стоит том с названием «Краткий курс истории НКВД (б)»! Вместо дикторской скороговорки, вынужденно вставленной в его „ранние“ картины, за кадром звучат подлинные диалоги душевнобольных. Обороты, которым позавидовал бы Хармс: «Я родился в Гастрономе N 22», «Мне выпала карта, называемая словом „жизнь“», «Управляющий фиолетового КГБ», — произносятся с проникновенной серьезностью. Как ни бессвязен этот лепет биоплазмы, он мало отличается от обыденного говора улицы. Мечта Эйзенштейна — фильм, созданный по методу того «потока сознания», что принес в культуру Джойс. И Кобрин стремился выразить здесь внутренний мир человека, который чудом выполз из-под колеса советской истории. В фильме „…Абсолютно из ничего…“ раздумьям о природе человека предается Семен Семеныч, мирный провинциальный философ. Он часто смотрит на Луну, встающую над огородами, и даже видит на ней однажды, как в круглом зеркальце, отражение своей благодушной физиономии. Его добродушная улыбка, светящаяся с лунного диска, напоминает улыбку знаменитого Чеширского кота. Музыкальный лейтмотив «Огней большого города» здесь использован Кобриным как гимн наивной и нежной душе «маленького человека». Пронизанный юмором и простодушной поэзией фильм заканчивается необычной для Кобрина умиротворяющей тирадой о том, что «разбитые тарелки приносят счастье больше летающих», «никакая генная теория не способна объяснить вечные тайны любви» и вообще — «братьев по разуму надо искать не в Космосе, а на Земле… пока еще есть время». На вопрос о том, отчего былой мизантроп снял фильм, столь примиряющий с существованием человеческого рода, режиссёр с комическим ужасом воскликнул: „Неужели я старею?..“»[6] — Олег Ковалов, 2000.

## Цитаты Владимира Кобрина
- «Для меня кино — альтернатива жизни. Мне кино-то делать интереснее, чем жить. Для меня жизнь.. она.. осязаема, только когда мы делаем кино»[7] (из интервью).
- «...доброе дело коллективно сделать нельзя. Коллективно можно сделать или бессмысленное, или разрушительное, или гнусное.»[7]
- «Природа добра — она опять-таки интимная. Она не требует... Ну примерно, как волшебство. Она не требует коллективной акции.»[7]
- «...счастливый человек — это тот, который естественно делает то, что ему естественно.»[7]
- «...человек изначально так мал по отношению к той силе, которая его создала, что вообще глупо... вожделеть.»[7]
- «...никто из нас ещё ни разу в жизни не умер. И едва ли для нас открыто, что происходит в это мгновение.»[7]
- «Мы выживем, если мы не потеряем стыд и мужество. А главное — стыд.»[7]
- «...мы находимся в ситуации... Дикости. Вот той самой дикости, когда необходимо устанавливать заново культурные нормы. Этические нормы. Когда нужно заново всё начинать. И, к сожалению, путь от дикости к цивилизации — он идет через фазу... варварства. Мы, по видимому, в эту фазу только входим, только вступаем, и можно плясать на пепелище и радоваться тому, что это произошло, а можно всё-таки это пепелище ощущать, как боль. И я бы хотел, чтобы наши фильмы были частью всё-таки вот этой боли, которую мы обязаны испытывать, если мы люди нормальные.»[7]

## Фильмография

#### Научно-популярные фильмы
- 1977 — «Явление радиоактивности»
- 1978 — «Полупроводники»
- 1978 — «Механическая обработка полупроводниковых материалов»
- 1979 — «Полупроводники»
- 1979 — «Технология производства полупроводниковых приборов»
- 1980 — «Физические основы квантовой теории»
- 1981 — «Механика как наука»
- 1982 — «Предмет и задачи биофизики»
- 1983 — «Особенности кинетики биологических процессов»
- 1984 — «Высокомолекулярные соединения»
- 1985 — «Регуляция биологических процессов»
- 1986 — «Термодинамика биологических процессов»
- 1986 — «Молекулярная биофизика»
- 1987 — «Перенос электрона в биологических системах»
- 1987 — «Биофизика ферментативных процессов»
- 1987 — «Транспорт веществ через биологические мембраны»

#### Авторские работы
- 1988 — «Первичные фотобиологические процессы»
- 1988 — «Биопотенциалы»
- 1989 — «Самоорганизация биологических систем»
- 1989 — «Homo Paradoksum»
- 1989 — «Present Continuous»
- 1990 — «Homo Paradoksum-2»
- 1990 — «Последний сон Анатолия Васильевича»
- 1991 — «Homo Paradoksum-3»
- 1991 — «1991=ТУТ»
- 1992 — «Шаги в никуда»
- 1993 — «Групповой портрет в натюрморте»
- 1993 — «Первый апокриф»
- 1994 — «Future Continuous»
- 1994 — «Серое время»
- 1995 — «Третья реальность-1»
- 1996 — «Третья реальность-2»
- 1997 — «Абсолютно из ничего»
- 1997 — «KrotoSkobrismus»
- 1998 — «Сон пляшущих человечков»
- 1999 — «GraviDance»

## Награды
- 1989 — Кинофестиваль образовательного кино в Казани (Гран-при, фильм «Биопотенциалы»)
- 1990 — ВКФ неигрового кино в Воронеже (Спец. приз жюри за лучший научно-популярный фильм, Приз жюри критиков «Уникум», фильм «Present Continuous»)
- 1991 — Кинофестиваль в Заречном (Спец. приз жюри, фильм «Последний сон Анатолия Васильевича»)
- 1993 — ОКФ неигрового кино «Россия» в Екатеринбурге (Приз «За творческий поиск в области научно-популярного кино», фильм «Шаги в никуда»)
- 1993 — Премия «Ника» (За лучший научно-популярный фильм, фильм «Групповой портрет в натюрморте»)
- 1998 — ОКФ неигрового кино «Россия» в Екатеринбурге (Спец. приз жюри, фильм «Абсолютно из ничего»)

## Память
- 14 января 2000 года в Государственном центральном музее кино состоялся вечер, посвященный памяти режиссёра Владимира Кобрина[6].
- В апреле 2000 года Фестиваль мировоззренческого кино учредил премию памяти Владимира Кобрина.
- В 2005 году в издательстве «МПК-сервис» вышла книга «Владимир Кобрин», составители — Андрей Герасимов, Михаил Камионский, Алла Романенко[8]. В книгу вошли статьи, письма, интервью, архивные документы, воспоминания друзей и учеников, восстанавливающие творческую историю фильмов Владимира Кобрина.
- В 2001 году на телеканале «Культура» вышел документальный фильм о Владимире Кобрине из телецикла «Острова» (автор Андрей Герасимов).
- В мае 2005 года в Государственном центральном музее кино был проведён вечер памяти Владимира Кобрина[9]. На вечере публике была представлена книга, в которой собраны воспоминания о Кобрине более 30-ти авторов: Норштейна, Ямпольского, Хржановского и многих других[9]. Это издание было награждено дипломом Союза кинематографистов России[9].
- К 70-летию Владимира Кобрина по заказу государственного телеканала «Культура» был снят документальный телевизионный фильм «Владимир Кобрин. Светящийся след…», вышедший в эфир 6 марта 2012 года. Он был также выпущен в рамках телецикла «Острова», однако, вне архивной части, он не повторяет фильм 2001 года.

#### Телепередачи
- «Владимир Кобрин» на YouTube (из телецикла «Острова», 2001 год)
- «Владимир Кобрин. Светящийся след…» на YouTube (из телецикла «Острова», 2012 год)